# Sotterley
Sotterley – wieś w Anglii, w hrabstwie Suffolk, w dystrykcie East Suffolk. Leży 50 km na północny wschód od miasta Ipswich i 156 km na północny wschód od Londynu.